# Lake City (South Carolina)
Lake City is een plaats (city) in de Amerikaanse staat South Carolina, en valt bestuurlijk gezien onder Florence County.

## Demografie
Bij de volkstelling in 2000 werd het aantal inwoners vastgesteld op 6478.
In 2006 is het aantal inwoners door het United States Census Bureau geschat op 6666, een stijging van 188 (2,9%).

## Geografie
Volgens het United States Census Bureau beslaat de plaats een oppervlakte van
12,3 km², geheel bestaande uit land.

## Plaatsen in de nabije omgeving
De onderstaande figuur toont nabijgelegen plaatsen in een straal van 24 km rond Lake City.

## Geboren
- Ronald McNair (1950-1986), astronaut